# Временный комитет Северной Ингрии

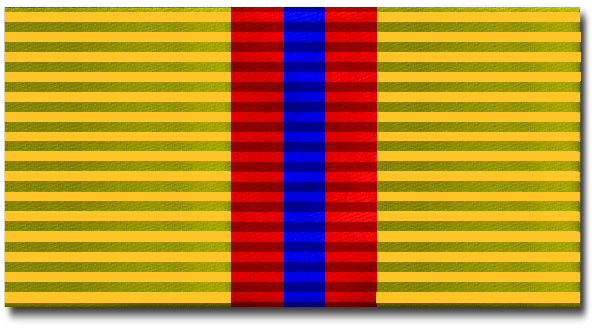
Орденская планка Креста Белой стены

Временный комитет Северной Ингрии (фин. Pohjois-Inkerin Hoitokunta) — исполнительный орган власти Республики Северная Ингрия (фин. Pohjois-Inkerin tasavalta; Kirjasalon tasavalta), кратковременного государственного образования на территории Карельского перешейка, во время Гражданской войны в России.

## История
Весной 1919 года в российской части Карельского перешейка, по инициативе финской секции Петроградского Губкома РКП(б), началась кампания по проведению мобилизации ингерманландского населения в Красную армию. Ингерманландское крестьянство уклонялось от мобилизации, на что власти ответили репрессиями — несколько сот человек было арестовано, а их имущество конфисковано. Широко использовалось насильственное изъятие у крестьян продуктов питания, кроме того из Северной Ингерманландии в Новгородскую губернию было вывезено 10 000 голов крупного рогатого скота. Карательными акциями руководил начальник внутренней обороны Петрограда, Я. X. Петерс. Спасаясь от преследований, жители приграничных деревень переходили на финскую территорию. Всего в районе Рауту и Раасули скопилось около трёх тысяч беженцев.
10 июня жители деревни Кирьясало на собрании приняли решение защищать свои дома с оружием в руках. 11 июня группа мятежных крестьян численностью 150—200 человек захватила местность Кирьясало, состоящую из пяти близко расположенных деревень (Аутио, Пусанмяки, Тиканмяки, Уусикюля и Ванхакюля) и таможенного поста. Попытки красных пограничников выбить крестьян обратно потерпели неудачу. 31 января 1919 года в Хельсинки ингерманландскими беженцами была уже создана своя организация — Временный комитет управления Ингерманландии, однако его деятельность была сконцентрирована лишь на Западной Ингерманландии и действиях Западно-Ингерманландского полка, в отношении же бедственного положения беженцев из Северной Ингерманландии Комитет проявлял полное бездействие.
9 июля в Рауту состоялось собрание беженцев, в котором приняло участие около 400 человек. На собрании был избран Временный комитет Северной Ингрии (фин. Pohjois-Inkerin Hoitokunta) и провозглашена идея независимости Северной Ингерманландии (Северной Ингрии). Это заявление было в первую очередь продиктовано эмоциональной реакцией на репрессии большевистского режима, так как до этого выдвигались лишь лозунги широкой национальной автономии. Собрание было объявлено высшим органом власти в Северной Ингерманландии, а Временный комитет Северной Ингрии — исполняющим функции правительства. Председателем был избран Сантери Термонен, секретарем — Юхо Кокконен, ответственным по продовольствию — Симо Хузу, по финансам Микко Тийнус, по военным делам — Микко Саволайнен, по санитарной части — П. А. Кивинен, квартирмейстером — Хейки Пеллинен, за общественный порядок — П. Липияйнен, представителем в Финляндии — пастор П. Сонни. Собрание собиралось один, два раза в месяц. Комитет действовал по директивам Собрания и должен был отчитываться перед ним в своих действиях. Кроме того, в состав Временного комитета были избраны: братья Юкка и Микко Тирранен — руководители по военным делам; журналист Антти Тииттанен — по делам внешних сношений; Юхо Пекка Кокко (народный учитель) — по делам народного образования; Симо Хузу (крестьянин-середняк) — по делам народного хозяйства; Пааво Тапанайнен (зажиточный крестьянин) — по делам финансов.
14 сентября в Кирьясало состоялось очередное Собрание на котором было проведено переизбрание членов Временного комитета. В новый состав были избраны восемь человек, председателем комитета был избран Юхо Кокко (Кокконен). В состав комитета вошли Пиетари Тапанайнен, Микка Тирранен и Пиетари Тойка и другие.
16 ноября 1919 года, после осеннего наступления Северо-Ингерманландского полка против сил красных на Карельском перешейке, для поднятия морального духа бойцов республики, Временный комитет Северной Ингрии учредил за отличие в деле национального освобождения Ингерманландии ордена и медали: Крест Белой Стены и Крест Участника Освободительной Войны. Кроме того, вся полнота гражданской и военной власти была передана командиру Северо-Ингерманландского полка Юрьё Эльфенгрену.
12 февраля 1920 года, под давлением финского правительства Ю. Эльфенгрен оставил должность командира полка, однако должность председателя Временного комитета Ю. Эльфенгрен оставил только в мае 1920 года. На место командира полка был назначен его заместитель, ингерманландец лейтенант Юкка Тирранен, он же стал последним председателем Временного комитета Северной Ингерманландии.
Майское Собрание ингерманландцев из-за значительного числа делегатов с мест носило торжественный характер. Перед его началом оркестр исполнил гимн Ингерманландии. Доклады с мест звучали очень эмоционально, в них рассказывалось о репрессиях, реквизициях лошадей, угоне скота и поджогах крестьянских домов на территории подконтрольной большевикам. Доклад Временного комитета был одобрен и, так как окончился срок его полномочий, состоялись новые выборы.
Весь комитет почти целиком был единогласно переизбран в своем прежнем составе. Председателем комитета стал Ю. Тирранен, а Ю. Эльфенгрен вошёл в него как почётный член Собрания. На Собрании впервые присутствовали делегаты прибрежной Ладожской группы войск и деревень Северной Ингерманландии.
После заключения в конце 1920 года Тартуского мирного договора, территория республики была возвращена РСФСР, 6 декабря, перед строем Северо-Ингерманландского полка был спущен государственный флаг и в этот же день личный состав полка и жители деревни Кирьясало ушли в Финляндию. Однако, Временный комитет распущен не был, оставаясь правительством в изгнании, его правопреемником в 1924 году стал Ингерманландский комитет, образованный ингерманладскими беженцами в Финляндии.

## Председатели Временного комитета
- 9 июля, 1919 — сентябрь 1919 — Сантери Термонен
- 14 сентября, 1919 — ноябрь 1919 — Юхо Пекка Кокко (1865—1939)
- 16 ноября, 1919 — май 1920 — Юрьё Эльфенгрен (1889—1927)
- июнь 1920 — 6 декабря, 1920 — Юкка Тирранен (1889—?)

## Фото

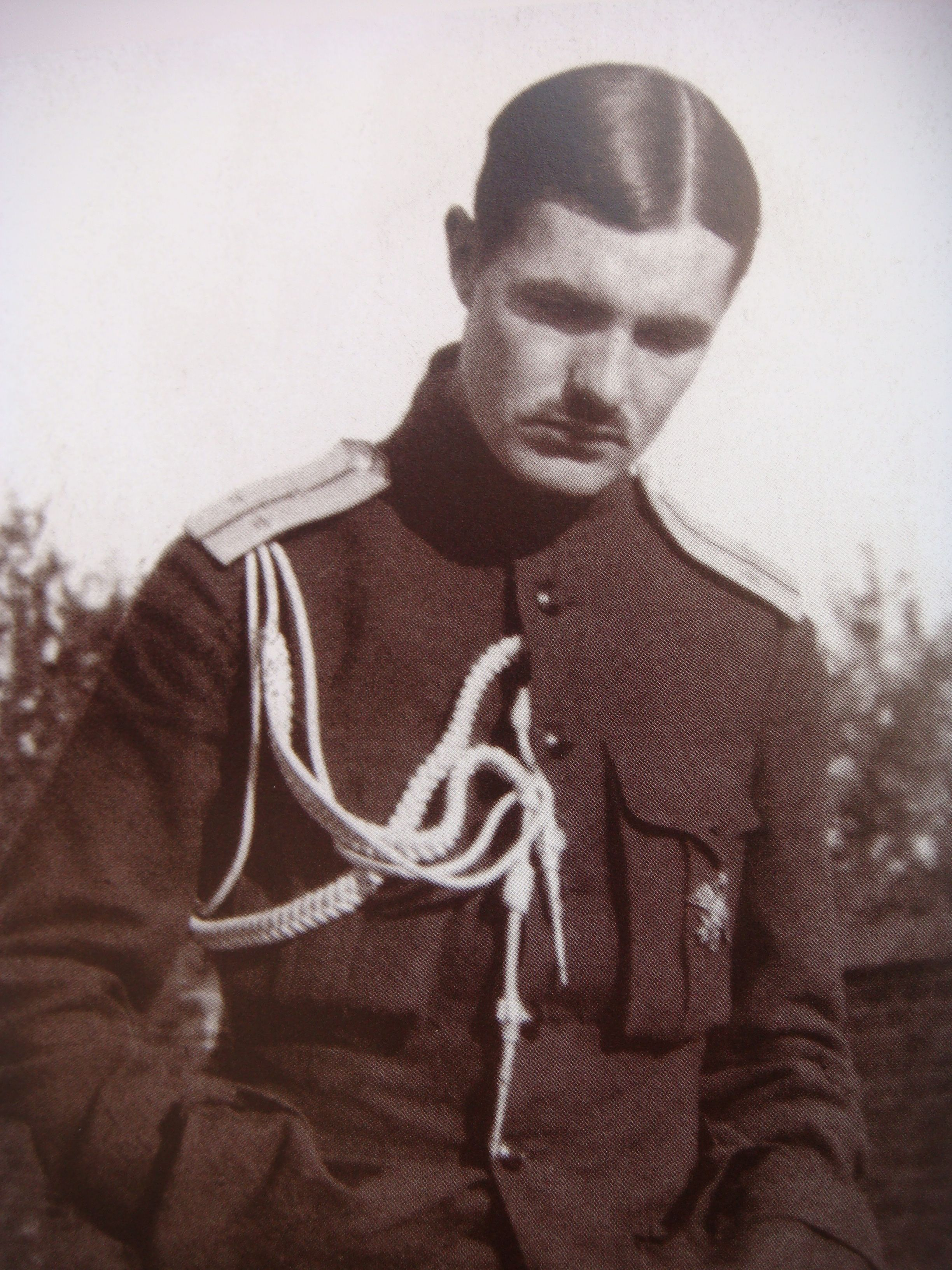
Юрьё Эльфенгрен
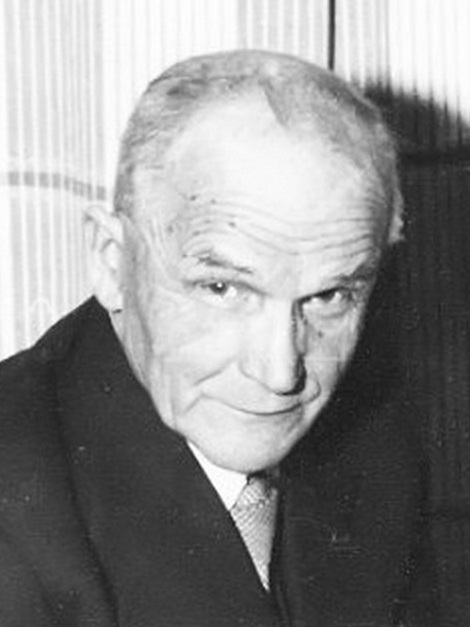
Юкка Тирранен
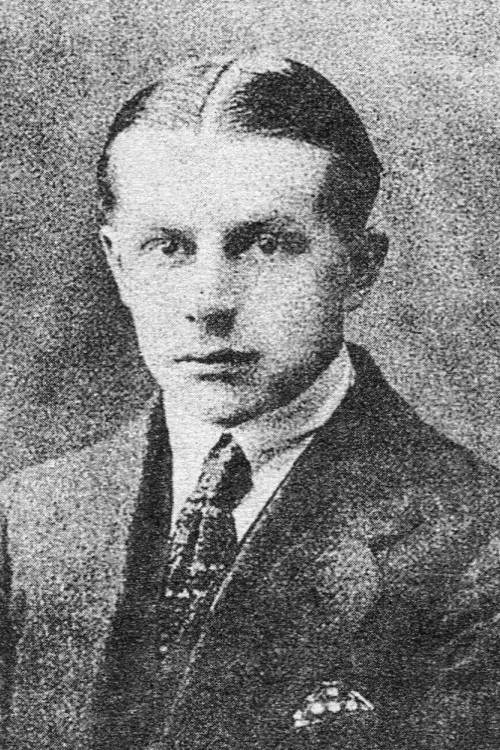
Антти Тииттанен
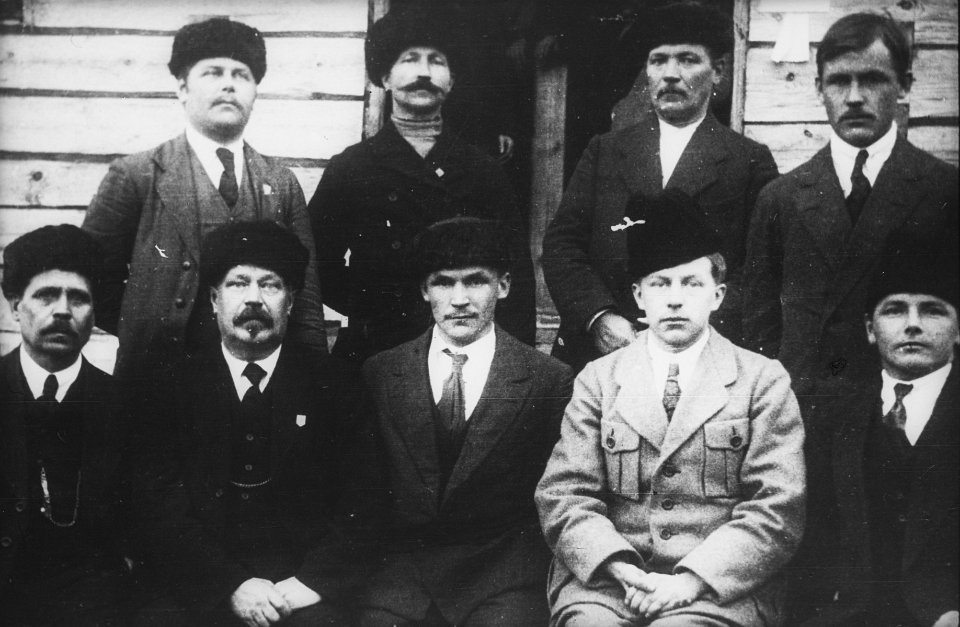
Временный комитет Северной Ингрии: Вильями Кокка, Матти Виролайнен, Тахво Сово, Николай Тирранен, Пекка Липияйнен, Юхо Кокконен, Юхо Тирранен, Антти Тииттанен и Юрьё Кийссели